# Jozef Vengloš
Jozef Vengloš (né le 18 février 1936 à Ružomberok, en Tchécoslovaquie et mort le 26 janvier 2021 à Bratislava) est un entraîneur de football slovaque.

## Biographie
Après une carrière de joueur au poste de milieu de terrain, au Slovan Bratislava et en équipe de Tchécoslovaquie, Vengloš entame en 1966 une brillante carrière d'entraîneur. 
Il commence sa carrière en entraînant des clubs australiens puis l'équipe d'Australie (1967-1969). Il fait son retour au pays en 1973 pour prendre en main le Slovan Bratislava qu'il mène à deux titres de champion en 1974 et 1975. Il est ensuite l'adjoint de l'entraîneur Václav Ježek lorsque la Tchécoslovaquie remporte son premier titre majeur lors de l'Euro 1976. Il sera sélectionneur lui-même de 1978 à 1982 et de 1988 et 1990. Sous sa direction, l'équipe des Moravcik, Němeček et Skuhravý atteint les quarts-de-finale du Mondial 1990. Ce sera la dernière grande performance de cette équipe tchécoslovaque qui va être dissoute en 1993 au profit de la République tchèque d'une part de la Slovaquie d'autre part. Vengloš sera d'ailleurs l'un des tout premiers entraîneurs de la sélection slovaque entre 1993 et 1995.
Vengloš a également expérimenté le football britannique (Aston Villa, Celtic Glasgow) et a entraîné en Turquie, à Fenerbahçe. Sa dernière expérience d'entraîneur a eu lieu au Japon, à Jef United en 2002.